# Idaea indigata
Idaea indigata är en fjärilsart som beskrevs av Alfred Ernest Wileman 1915. Idaea indigata ingår i släktet Idaea och familjen mätare. Inga underarter finns listade i Catalogue of Life.